# Ofena

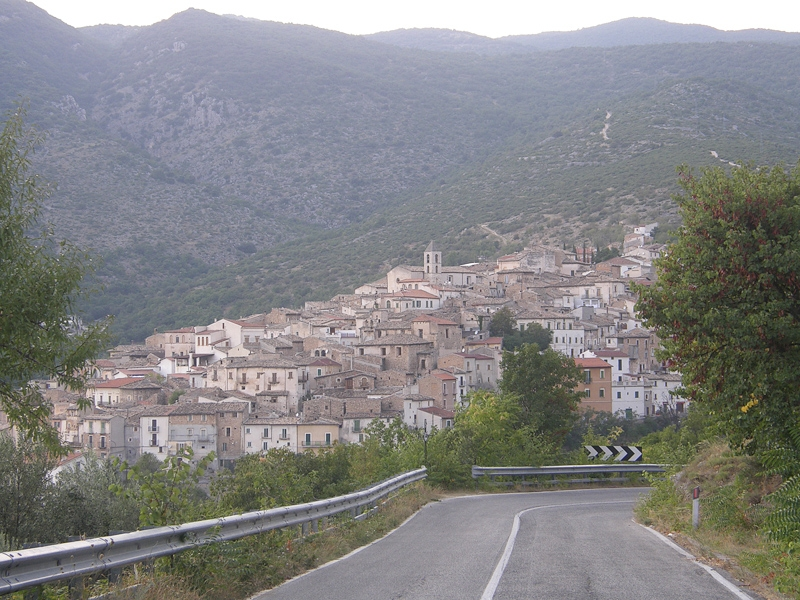
Ofena

Ofena is een gemeente in de Italiaanse provincie L'Aquila (regio Abruzzen) en telt 608 inwoners (31-12-2004). De oppervlakte bedraagt 36,8 km², de bevolkingsdichtheid is 17 inwoners per km².

## Demografie
Ofena telt ongeveer 261 huishoudens. Het aantal inwoners daalde in de periode 1991-2001 met 19,3% volgens cijfers uit de tienjaarlijkse volkstellingen van ISTAT.
| Jaar | Inwoneraantal |
| ---- | ------------- |
| 1991 | 757           |
| 2001 | 611           |

## Geografie
Ofena grenst aan de volgende gemeenten: Calascio, Capestrano, Carpineto della Nora (PE), Castel del Monte, Castelvecchio Calvisio, Civitella Casanova (PE), Farindola (PE), Villa Celiera (PE), Villa Santa Lucia degli Abruzzi.
Acciano · Aielli · Alfedena · Anversa degli Abruzzi · Ateleta · Avezzano · Balsorano · Barete · Barisciano · Barrea · Bisegna · Bugnara · Cagnano Amiterno · Calascio · Campo di Giove · Campotosto · Canistro · Cansano · Capestrano · Capistrello · Capitignano · Caporciano · Cappadocia · Carapelle Calvisio · Carsoli · Castel del Monte · Castel di Ieri · Castel di Sangro · Castellafiume · Castelvecchio Calvisio · Castelvecchio Subequo · Celano · Cerchio · Civita d'Antino · Civitella Alfedena · Civitella Roveto · Cocullo · Collarmele · Collelongo · Collepietro · Corfinio · Fagnano Alto · Fontecchio · Fossa · Gagliano Aterno · Gioia dei Marsi · Goriano Sicoli · Introdacqua · L'Aquila · Lecce nei Marsi · Luco dei Marsi · Lucoli · Magliano de' Marsi · Massa d'Albe · Molina Aterno · Montereale · Morino · Navelli · Ocre · Ofena · Opi · Oricola · Ortona dei Marsi · Ortucchio · Ovindoli · Pacentro · Pereto · Pescasseroli · Pescina · Pescocostanzo · Pettorano sul Gizio · Pizzoli · Poggio Picenze · Prata d'Ansidonia · Pratola Peligna · Prezza · Raiano · Rivisondoli · Rocca Pia · Rocca di Botte · Rocca di Cambio · Rocca di Mezzo · Roccacasale · Roccaraso · San Benedetto dei Marsi · San Benedetto in Perillis · San Demetrio ne' Vestini · San Pio delle Camere · San Vincenzo Valle Roveto · Sant'Eusanio Forconese · Sante Marie · Santo Stefano di Sessanio · Scanno · Scontrone · Scoppito · Scurcola Marsicana · Secinaro · Sulmona · Tagliacozzo · Tione degli Abruzzi · Tornimparte · Trasacco · Villa Sant'Angelo · Villa Santa Lucia degli Abruzzi · Villalago · Villavallelonga · Villetta Barrea · Vittorito
1. ↑  https://demo.istat.it/?l=it.